# Roy Makaay
Rudolphus Antonius "Roy" Makaay (Wijchen, 9 de março de 1975) é um ex-futebolista neerlandês que atuava como centroavante.
Jogador de sucesso no futebol europeu, era rápido, forte no jogo aéreo e dotado de dois bons pés. Teve sempre sucesso nos clubes que representou e aposentou-se no ano de 2010, depois de ter defendido o Feyenoord por três temporadas.

## Carreira

### Vitesse e Tenerife
Revelado pelo modesto Vitesse, Makaay teve grandes atuações pela equipe de Arnhem, onde marcou 42 gols em 109 jogos da Eredivisie (Campeonato Holandês). Em julho de 1997 foi contratado pelo Tenerife, da Espanha, juntamente com o seu colega de equipe Ferdi Vierklau, por dez milhões de euros.

### Deportivo La Coruña
O Tenerife acabou sendo rebaixado na temporada 1998–99, mas o bom desempenho Makaay fez com que ele permanecesse na primeira divisão espanhola. Assim, em julho de 1999 o centroavante assinou com o Deportivo La Coruña. O holandês viveria um sonho no início da sua passagem pelo Riazor, marcando 22 gols e sendo peça fundamental na conquista da La Liga de 1999–00, o primeiro título espanhol do clube de Galiza. Makaay foi um dos grandes destaques da equipe que contava com os brasileiros Mauro Silva, Djalminha e Flávio Conceição.
No entanto, nas duas temporadas seguintes o atacante marcou apenas oito tentos, uma vez que foi prejudicado por uma série de lesões. Já na temporada 2002–03, Makaay voltou a brilhar e marcou 29 gols na La Liga, o que lhe permitiu ganhar o Troféu Pichichi, além de vencer a Chuteira de Ouro da UEFA, como o maior artilheiro do ano de todas as ligas europeias.

### Bayern de Munique
Em agosto de 2003, trocou o La Coruña pelo Bayern de Munique, assinando um contrato de quatro anos por 17 milhões de euros.
Makaay evidenciou-se de imediato e demonstrou todo o seu valor ao marcar 22 gols e distribuir 14 assistências em 33 jogos da Bundesliga, numa temporada em que o Bayern conquistou a "dobradinha". Marcou 17 tentos na temporada seguinte, 2005–06, mas viu a titularidade ameaçada na equipa germânica. No dia 21 de agosto de 2006, o centroavante marcou o gol de número 3 mil do Bayern na história da Bundesliga. Já no dia 31 de março do ano seguinte, marcou seu centésimo gol pelo clube, num jogo contra o Schalke 04.
No dia 7 de março de 2007, Makaay marcou o gol mais rápido da história da Liga dos Campeões da UEFA, aos 10.12 segundos de jogo, ajudando o Bayern a reverter uma desvantagem do jogo de ida e eliminando o Real Madrid do torneio. Anos depois, o atacante relembrou o feito e afirmou:
| “ | Habitualmente, o Real Madrid de Capello jogava em um 4-2-3-1, mas abdicou do número 10 e optou por jogar com mais um volante. Acho que Guti foi rendido pelo Emerson, pelo que sabíamos que o Real iria jogar de forma mais defensiva que o normal. Então, combinamos que tínhamos de colocar muita pressão nos primeiros dez minutos para tentar marcar cedo. | ” |

Depois de ter perdido espaço na equipe com as chegadas dos também centroavantes Luca Toni e Miroslav Klose, Makaay viu que teria pouquíssimas chances no time titular. Assim, optou por deixar o clube.

### Feyenoord
Aos 32 anos, Makaay retornou à Holanda em junho de 2007, assinando um contrato de três anos com o Feyenoord, que pagou de cinco milhões de euros pelo jogador.

### Aposentadoria
Após três anos no clube, em abril de 2010 anunciou que encerraria sua carreira ao final da temporada. Em sua penúltima partida como profissional, no dia 2 de maio, Makaay foi o autor de um hat-trick na goleada por 6 a 2 contra o Heerenveen.

## Seleção Nacional
Makaay fez a sua estreia internacional pela Seleção Holandesa em 1996, na vitória por 3 a 1 frente ao País de Gales. O atacante disputou duas edições da Eurocopa: a de 2000 e a de 2004.
Após uma má temporada 2005–06 no Bayern de Munique, Makaay não foi convocado pelo técnico Marco van Basten para a Copa do Mundo FIFA de 2006. No entanto, dois anos depois foi convocado por Foppe de Haan para a disputa dos Jogos Olímpicos de Verão de 2008, sendo um dos três jogadores acima de 23 anos. Na época, o atacante tinha 33 anos.

## Títulos
Deportivo La Coruña
- La Liga: 1999–00
- Supercopa da Espanha: 2000 e 2002
- Copa do Rei: 2001–02

Bayern de Munique
- Copa da Liga Alemã: 2004
- Bundesliga: 2004–05 e 2005–06
- Copa da Alemanha: 2004–05 e 2005–06

Feyenoord
- Copa da Holanda: 2007–08

### Prêmios individuais
- Troféu Pichichi: 2002–03
- Chuteira de Ouro da UEFA: 2002–03

### Artilharias
- La Liga: 2002–03 (29 gols)